# Абэ-но Мунэто
Абэ-но Мунэто (яп. 安倍 宗任 Абэ-но Мунэто:, 1032 — 18 марта 1108) — самурай из рода Абэ в период Хэйан в Японии.
Абэ-но Мунэто был сыном Абэ-но Ёритоки (安部頼時), владевшим шестью уездами в провинции Муцу и убитом стрелой в первом серьёзном сражении войны Дзэнкунэн — битве при Кавасаки (1057) — против армии Минамото-но Ёриёси.
В дальнейшем он служил под началом своего брата Абэ-но Садато (安倍貞任, 1019—1062), продолжавшим борьбу с Минамото-но Ёриеси. После того, как Садато был убит после осады крепости Куриягава (1062), Мунэто сдался Минамото-но Ёсииэ, сыну Ёриеси, и был отправлен в Цукуси (древнее название острова Кюсю), где постригся в монахи. Полагают, что от него произошёл род Мацуура.
В «Повести о доме Тайра» рассказывается, как однажды, когда Мунэто приехал в столицу (его род жил в северной части Хонсю), придворные, желая подшутить над провинциалом, показали ему на цветы сливы и спросили его: «Что это?» — и он не без иронии ответил:

«В селенье родном
Сливой эти цветы называют.
Насколько я знаю.
А как же здесь, в столице,
Вы изволите их называть?»